# Tagetes erecta
Tagetes erecta L., 1753, conosciuta anche come puzzola o fiore di morto, è una pianta appartenente alla famiglia Asteraceae, originaria del Messico e del Guatemala.

## Distribuzione e habitat
T. erecta è originaria di Messico e Guatemala ed è stata introdotta dall'uomo in gran parte dell'America Centrale e del versante occidentale dell'America del Sud. La specie è ampiamente coltivata nella zona tropicale di Africa, Asia e Oceania, dal livello del mare sino a 2000 m di altitudine.
Il suo habitat naturale è costituito dalle foreste di conifere del Messico e del Guatemala, a clima caldo semi-umido.

## Tassonomia
Sebbene in numerose pubblicazioni Tagetes erecta L. e Tagetes patula L. siano citate come specie distinte, non esistono riconoscibili elementi distintivi tra le due entità, che vengono attualmente considerate sinonimi.

## Ecologia
Tagetes erecta è nota come pianta nutrice delle larve di diversi lepidotteri tra cui Melanchra persicariae (Noctuidae), Nathalis iole (Pieridae), Leucaloa eugraphica, Rhodogastria amasis, Saenura flava, Spilosoma lineata, Spilosoma scita e Teracotona submacula (Erebidae).

## Usi
Nel Messico pre-ispanico i fiori di Tagetes erecta erano considerati i fiori dei morti e al giorno d'oggi sono tuttora ampiamente utilizzati nel giorno della  Commemorazione dei defunti.
I fiori di T. erecta sono una delle principali fonti del carotenoide luteina, usato nell'Unione europea come additivo alimentare (INS-Number E161b).